# Michael Weatherly
Michael Weatherly (Nova Iorque, 8 de julho de 1968) é um ator estadunidense, mais conhecido por interpretar Logan Cale em Dark Angel, e Anthony DiNozzo em NCIS e JAG.

## Biografia

### Vida pessoal
Michael Manning Weatherly, Jr. nasceu em Nova Iorque, e cresceu em Fairfield, no estado de Connecticut, sendo filho de pais ricos, Michael e Patricia Manning Weatherly, e irmão de Will. Quando Michael decidiu perseguir a carreira de ator, seu pai cortou sua parte da herança. Ele tem 11 meio-irmãos, filhos de outros casamentos de seus pais, que já se casaram com novos parceiros pela terceira vez.
Weatherly se casou com Amelia Heinle, sua co-estrela em Loving e The City, em 1995, e juntos, eles tiveram um filho chamado August Manning Weatherly, antes de se divorciarem em 1997. Em 2001, enquanto filmava Dark Angel, Michael se envolveu com a protagonista do seriado, Jessica Alba, mas ambos se separaram em 2003 Actualmente, encontra-se casado com Bojana Jankovic .

### Carreira
Weatherly começou sua carreira em 1991, ao fazer uma pequena participação em um dos sitcoms de maior sucesso daquele ano, The Cosby Show, porém, só começou a ganhar notoriedade e a ser reconhecido pelo público ao participar de Loving, e seu subseqüente spin-off, The City, entre 1992 e 1996. Com o cancelamento da telenovela, Michael participou de alguns telefilmes e conseguiu um papel recorrente em Significant Others e outro em Jesse.
Logo após Jesse, Weatherly continuou a realizar um trabalho diversificado, incluindo filmes de sucesso, como Gun Shy e Trigger Happy, e mais telefilmes e séries de televisão. Em 2000, foi escalado para Dark Angel, onde permaneceu até o cancelamento do programa, duas temporadas depois. Em 2003 participou de JAG por dois episódios, e conseqüentemente, foi chamado para participar do novo seriado que havia sido criado por Donald P. Bellisario, NCIS, no qual permaneceu até 2016.
Atualmente é protagonista da série Bull, da CBS.

## Filmografia

### Televisão
| Ano             | Programa                    | Personagem      |
| --------------- | --------------------------- | --------------- |
| 2016 - presente | Bull                        | Dr. Jason Bull  |
| 2004            | The Mystery of Natalie Wood | Robert Wagner   |
| 2003 - 2016     | NCIS                        | Anthony DiNozzo |
| 2003            | JAG                         | Anthony DiNozzo |
| 2002            | Dark Angel                  | Logan Cale      |
| 2000            | Ally McBeal                 | Wayne Keebler   |
| 2000            | Grapevine                   | Jack Vallone    |
| 1999            | The Crow                    | James Horton    |
| 1999            | Charmed                     | Brendan Rowe    |
| 1998            | Jesse                       | Roy             |
| 1998            | Significant Others          | Ben Chasen      |
| 1997            | Spy Game                    | James Cash      |
| 1996            | The City                    | Cooper Alden    |
| 1995            | Loving                      | Cooper Alden    |

### Cinema
| Ano  | Filme                  | Personagem             |
| ---- | ---------------------- | ---------------------- |
| 2009 | Charlie Valentine      | Danny Valentine        |
| 2005 | Her Minor Thing        | Tom                    |
| 2001 | Trigger Happy          | Bill                   |
| 2001 | Venus and Mars         | Cody Battle Vandermeer |
| 2000 | Gun Shy                | Dave Juniper           |
| 2000 | Cabin by the Lake      | Boone                  |
| 1998 | The Last Days of Disco | Hap                    |
| 1997 | Meet Wally Sparks      | Dean Sparks            |

## Prêmios
| Ano  | Premiação                | Categoria                                     | Indicado(s)                      | Resultado |
| ---- | ------------------------ | --------------------------------------------- | -------------------------------- | --------- |
| 2000 | Saturn Awards            | Melhor ator coadjuvante em série de televisão | Michael Weatherly por Dark Angel | Indicado  |
| 2001 | Saturn Awards            | Melhor ator coadjuvante em série de televisão | Michael Weatherly por Dark Angel | Indicado  |
| 2001 | Teen Choice Awards       | Melhor ator de televisão                      | Michael Weatherly por Dark Angel | Indicado  |
| 1995 | Soap Opera Digest Awards | Melhor ator em telenovela                     | Michael Weatherly por Loving     | Indicado  |
| 1994 | Soap Opera Digest Awards | Melhor ator em telenovela                     | Michael Weatherly por Loving     | Indicado  |